# Хрипы
Хрипы — дыхательные шумы, прослушиваемые на вдохе и выходе, также при кашле, обусловленные сужением бронхиального просвета или скоплением в бронхах отёчной жидкости, мокроты, крови. Появление хрипов свидетельствует о спазме или развитии воспалительного процесса, что требует обязательного обращения к специалисту (пульмонолог, аллерголог, терапевт, педиатр и т. д.).
Различают несколько видов хрипов:
- сухие (по тембру: низкие или высокие);
- влажные (мелкопузырчатые, среднепузырчатые, крупнопузырчатые)[3];

Заболевания органов дыхания, приводящие к хрипам: ХОБЛ (хроническая обструктивная болезнь лёгких), бронхит, пневмония, бронхиальная астма, эмфизема лёгких, плеврит, COVID-19, поллиноз, аллергия, рак лёгких, метастазы в лёгких и т. д.
Хрипы не следует путать с хрипотой (охриплостью).